# Синьхуа (Шицзячжуан)
Синьхуа́ (кит. упр. 新华, пиньинь Xīnhuá) — район городского подчинения городского округа Шицзячжуан провинции Хэбэй (КНР).

## История
Район был создан в 1955 году, после изменения схемы административно-территориального деления Шицзячжуана. Название он получил от проходящей через него улицы Синьхуалу. В 1956 году он был объединён с районом Юнъань в район Цяоси («Западнее моста»). В 1969 год район Синьхуа был воссоздан.

## Административное деление
Район Синьхуа делится на 11 уличных комитетов, 2 посёлка и 2 волости.